# 威尼斯会堂

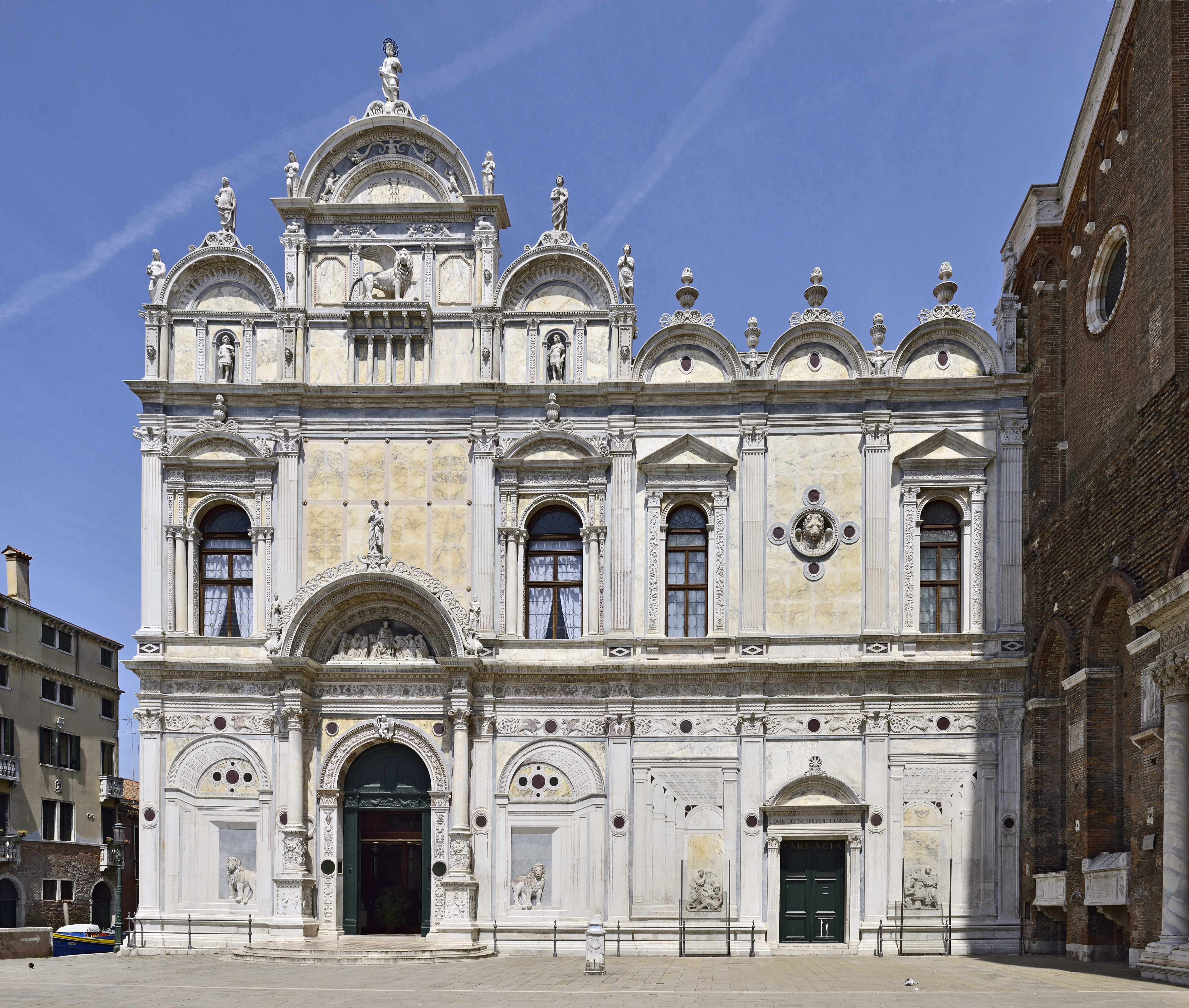
威尼斯兄弟会建筑

威尼斯兄弟会是意大利威尼斯形成的互助宗教团体的广义称呼，在意大利原文（Scuole Grandi）中意为“大社团”。最早是在十三世纪的时候，威尼斯普通市民组成了慈善性质的宗教组织。在威尼斯的历史中，这些兄弟会发挥了极其重要的作用，也对音乐的发展有着推动，“提琴”一词最早便是用来指代十六世纪在这里学习的乐手们。

## 会员制与要求
不同于贸易性质的公会组织，威尼斯兄弟会接受了来自各种行业中的威尼斯公民。同时，区别于威尼斯议会对于身份和家族的考量，这些兄弟会对所有公民一视同仁，甚至不允许贵族名门担任领导性质的工作。
此处对于“公民”的定义则是指在威尼斯共和国定居的第三代成员，或是缴纳税俸超过十五年的居民。
对于威尼斯的平民们来说，兄弟会是为数不多可以供他们参与国家重要事务的组织。他们的活动在后期的发展中涵盖相当多的社会职责，如各类组织，节庆活动的制作，对下级阶层的募捐，婚嫁丧葬，甚至医疗机构的管理。
兄弟会会堂本身是一个用于保存圣物和进行艺术创作的场所，不仅限于绘画，也提供对音乐家、作曲家的支持。

## 建筑和管理
威尼斯会堂是由圣马可检察官管理，且同相关职位的选举相结合，从某种程度上也是整个共和国行政机构的缩影。对于有资金贡献的成员，他们可以获得对领导层（Capitolo）的选举权。学院的领导层包括一个董事会（Banca）和一个监理会（Zonta）。
董事会中由16个成员组成的董事会，除开十二名常务委员（Degani）外，还有一名行政长官，一名助理长官，一名财务总监和一名书记员。监理会则负责监管董事会的账户。
一般来说，一个会堂的主要建筑由两层区域构成，一楼（Androne）一般用作慈善或公益事业，如食物供给发放等。二楼沙龙则是提供给领导层使用的，以及一个小型议事间（albergo）。除此之外，会堂往往还会有附属的医院和教堂。

## 威尼斯会堂列表
截止1552年，一共有六所威尼斯会堂在册。
- 慈爱堂：建于1260年，如今是威尼斯艺术学院的一部分。
- 圣若望大会堂：建于1261年。
- 仁慈大会堂：建于1308年。
- 聖馬可大會堂：建于1260年。
- 圣洛克大会堂：建于15世纪晚期。
- 圣西奥多罗堂：建于1530或1552年。

截止1767年，加尔默罗大会堂是最后一个被十人团所认可的威尼斯会堂。

## 资料引用
- Howard, Deborah. Yale University press , 编. . 1975: 64–74.
- "Viol and Lute Makers of Venice 1490 -1630" Ed. Venice research 2012, ISBN 9788890725203